# Словенский биографический словарь
Словенский биографический словарь (Slovenski biografski leksikon, SBL) — биографический словарь персоналий, внёсших значительный вклад в культуру и историю словенского народа.

## История

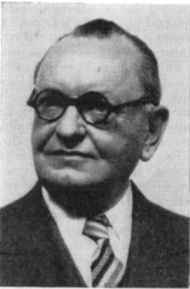
Изидор Цанкар, словенский публицист и историк искусства, первый редактор словаря

Работа над словарём началась в 1922 году под эгидой Zadružne gospodarske banke, и первый том был издан в 1925 году. После Второй мировой войны работой над словарём занимается Словенская академия наук и искусств. Редакторами словаря в разное время были: первый редактор — Изидор Цанкар, затем Франц Ксавер Лукман, Франце Кидрич, Альфонз Гспан, Фран Петре, редактор последних томов — Йоже Мунда. Издание словаря было завершено в 1991 году. В 2009 году была запущена интернет-версия словаря.
Второе издание словаря — Novi Slovenski biografski leksikon (NSBL) — началось публикацией первого тома в 2013 году. Главный редактор нового издания — Барбара Штербенц Светина (словен. Barbara Šterbenc Svetina).

## Содержание
Словарь содержит 5031 статьи о 5500 словенцах и персоналиях других национальностей, родившихся в Словении или иным образом связанных с ней. Состоит из четырёх книг, изданных в 16 томах; последний том — именной указатель.
Первая книга

1. zvezek: Abraham — Erberg, 1925, str. 1-160
2. zvezek: Erberg — Hinterlechner, 1926, str. 161—320
3. zvezek: Hinterlechner — Kocen, 1928, str. 321—480
4. zvezek: Kocen — Lužar, 1932, str. 481—688 + VI
Вторая книга

5. zvezek: Maas — Mrkun, 1933, str. 1-160
6. zvezek: Mrkun — Petejan, 1935, str. 161—320
7. zvezek: Peterlin — Pregelj, 1949, str. 321—480
8. zvezek: Pregelj — Qualle, 1952, str. 481—611 + VIII
Третья книга

9. zvezek: Raab — Schmidt, 1960, str. 1-224
10. zvezek: Schmidt — Steklasa, 1967, str. 225—464
11. zvezek: Stelè — Švikaršič, 1971, str. 225—742 + XXXII
Четвёртая книга

12. zvezek: Táborská — Trtnik, 1980, str. 1-204
13. zvezek: Trubar — Vodaine, 1982, str. 205—500
14. zvezek: Vode — Zdešar, 1986, str. 501—780
15. zvezek: Zdolšek — Žvanut, 1991, str. 781—1049 + XXXII
16. zvezek: Osebno kazalo, 1991, 245 str.